# Cyrilometodějská pouť z Levého Hradce na Velehrad

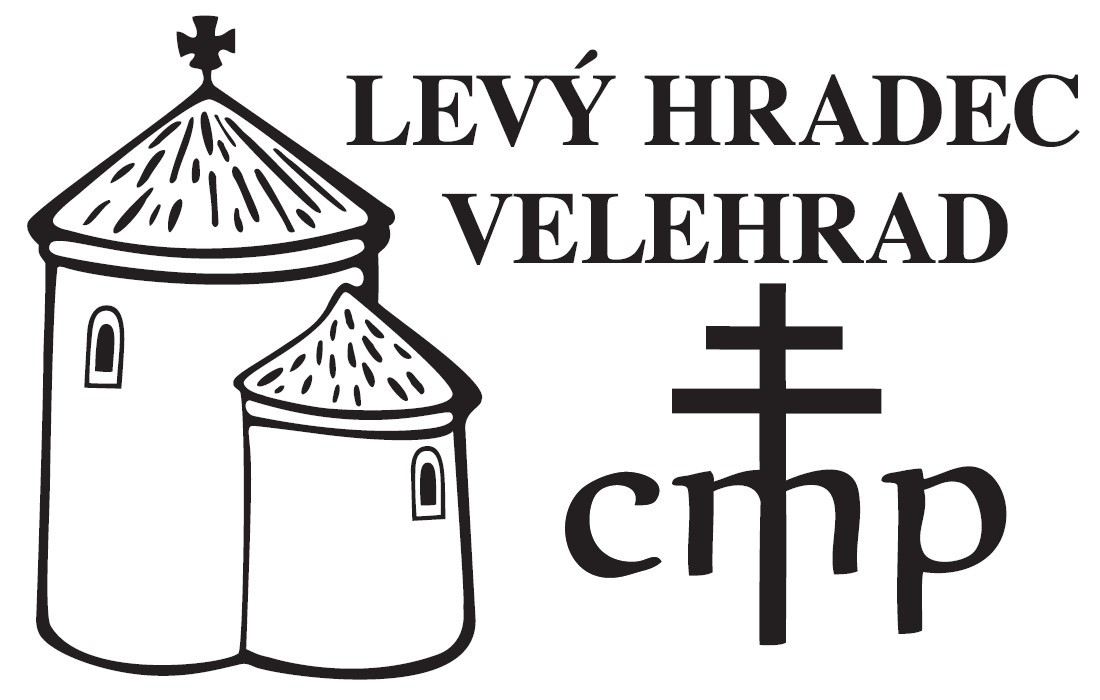
Logo Cyrilometodějské pouti Levý Hradec - Velehrad

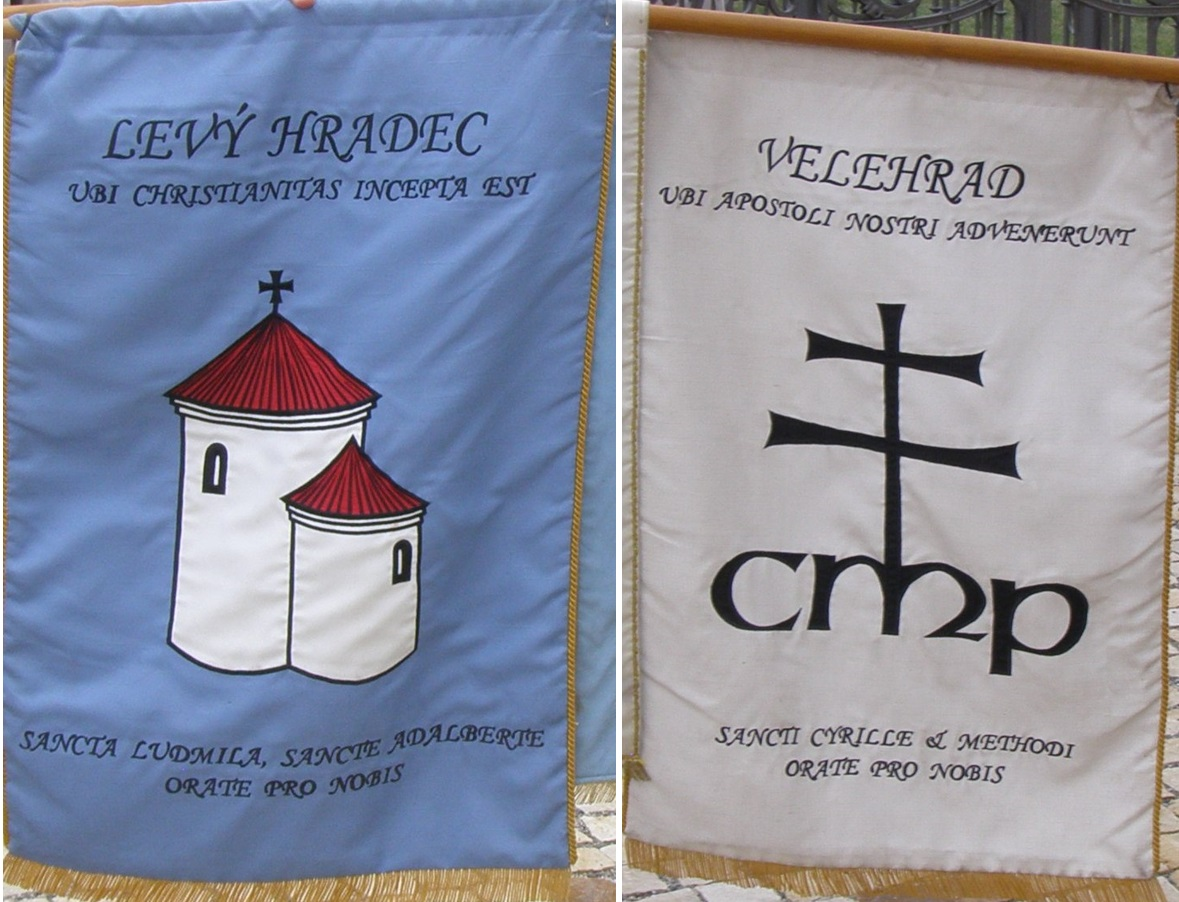
Prapor CMP

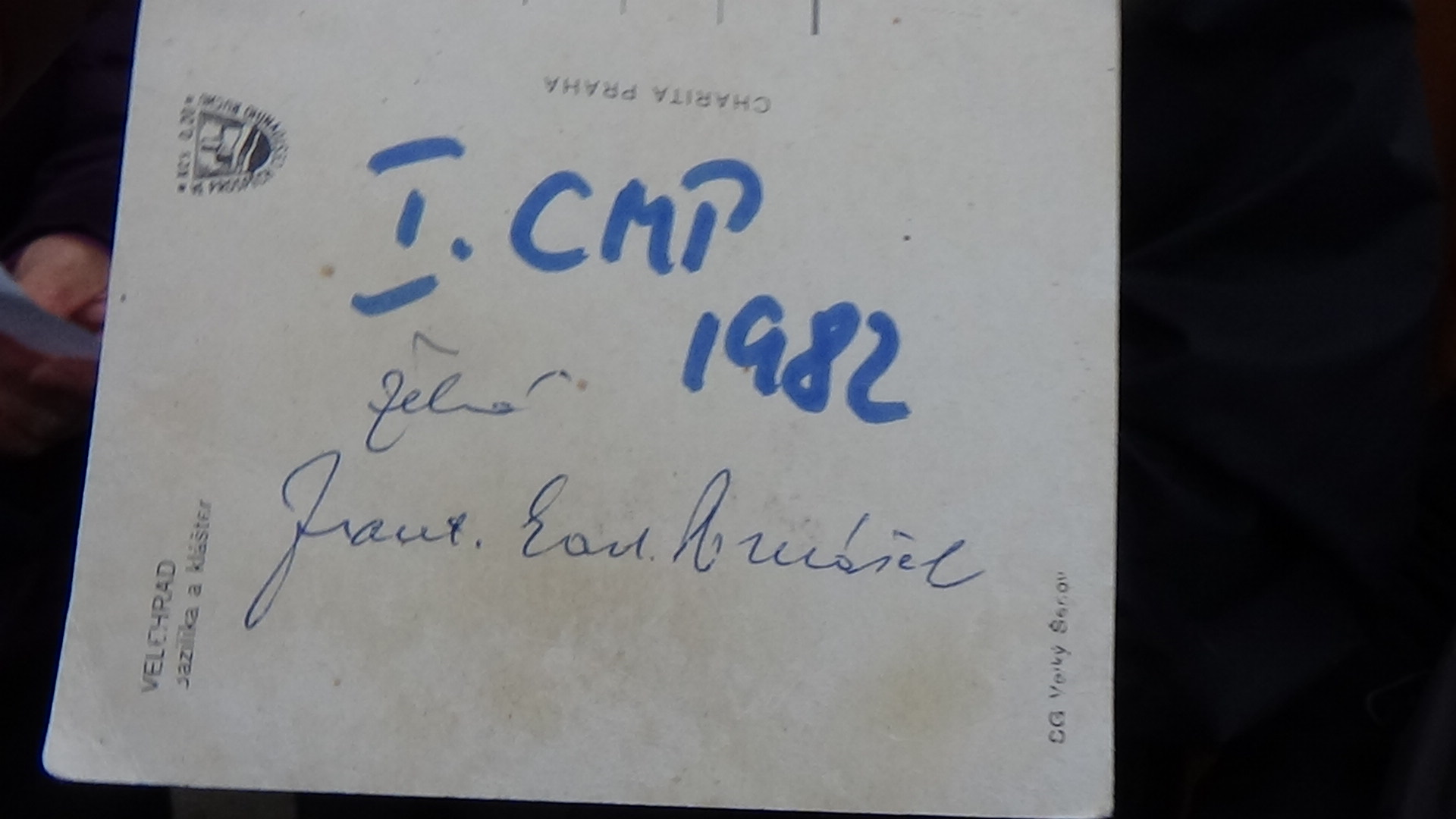
pohlednice k první etapě s požehnáním kardinála Tomáška

Cyrilometodějská pouť z Levého Hradce na Velehrad je pěší etapová pouť, která navazuje na počátky křesťanství v našich zemích. Spojuje místo, kde byl knížetem Bořivojem a jeho ženou svatou Ludmilou postaven první kostel v Čechách a kde byl svatý Vojtěch v roce 982 zvolen českým biskupem s místem, kde byli kníže Bořivoj a svatá Ludmila pokřtěni a kde působili svatí Cyril a Metoděj.

## Historie
Iniciátorem pouti byl v roce 1981 kardinál František Tomášek, který ve vysílání Vatikánského rozhlasu vyzval věřící k poutím na místa spojená s cyrilometodějskou tradicí a s dobou počátků českého křesťanství, tedy na Velehrad, Levý Hradec a do Říma. Výzvy se chopili členové třetího františkánského řádu a seznámili otce kardinála Tomáška s myšlenkou pěší etapové poutě z Levého Hradce na Velehrad, putování do Říma bylo v té době nereálné. Otec kardinál Tomášek s návrhem pouti souhlasil a doporučil pouť začít mezi 14. únorem (úmrtní den svatého Cyrila) a 19. únorem (den, kdy byl na Levém Hradci zvolen svatý Vojtěch za prvního českého biskupa). Předal poutníkům osobně grafický list se spolupatrony Evropy a vlastnoručně tam připsal věnování: „K další cestě ve šlépějích sv. Cyrila a Metoděje žehná František kardinál Tomášek".

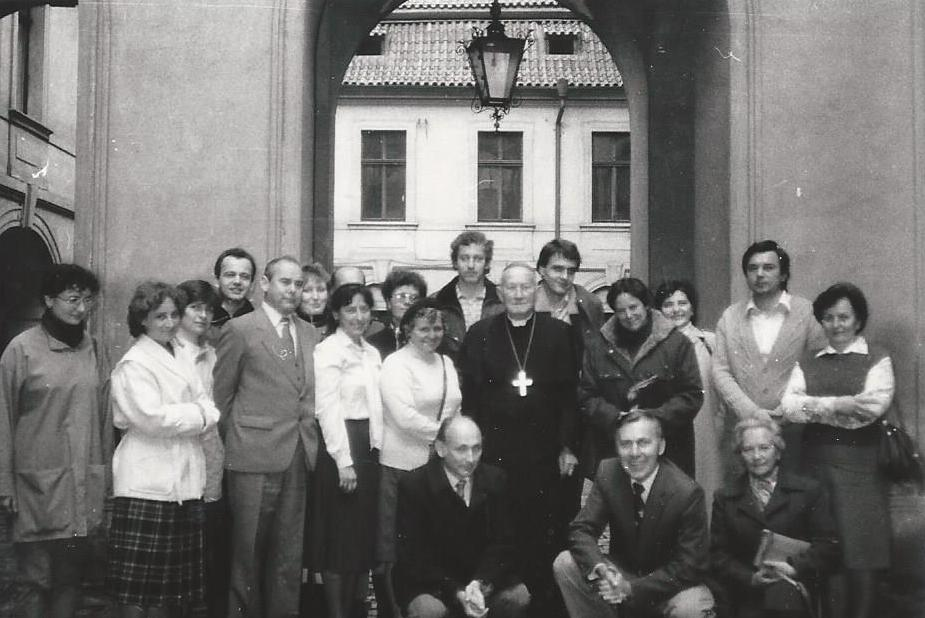
Poutníci s kardinálem Tomáškem, 1985

První pouť začala dne 19. února 1982, v den tisíciletého výročí zvolení sv. Vojtěcha pražským biskupem, mší svatou v kostele svatého Klimenta na Levém Hradci, kterou sloužil otec kardinál Tomášek, koncelebroval kanovník (pozdější biskup) Jan Lebeda a 25 kněží. Po mši svaté se vydalo s požehnáním otce kardinála šest poutníků na první etapu do Písnice. Poutníci, vybaveni poutnickou holí, s sebou nesli tzv. archu, tj. tlumok s Písmem svatým, s pohlednicí Velehradu věnovanou a podepsanou otcem kardinálem a s cihlou, do které bylo vyryto CMP 1982 s úmyslem, že jednou (až bude svoboda), bude položena do základů nového kostela zasvěcenému sv. Cyrilu a Metoději. Během roku poutníci absolvovali 11 etap (každá etapa začínala v místě konce etapy minulé) a po 341 km dorazilo 6 poutníků 27. června 1982 na Velehrad. Současně vznikla moravská větev této pouti, která vyšla v únoru ze Studénky, místa rodiště otce kardinála Tomáška, a na Velehradě se obě skupiny sešly. Po mši svaté se v bazilice poutníci společně pomodlili v Královské kapli desátek růžence a vyfotografovali se. V dalších ročnících se počty poutníků postupně zvyšovaly až na několik desítek účastníků. Otec kardinál Tomášek poutníky každý rok přijal v arcibiskupském paláci a požehnal jim do dalšího ročníku. Také schvaloval duchovní témata pouti a zpravidla poslal svůj list, který byl čten na Levém Hradci i na Velehradě.
Pouť z Levého Hradce nemá pevnou trasu, každý rok se putuje jinou cestou. Původním důvodem byla snaha o utajení akce i snaha, aby bylo „promodleno“ co nejvíce českých a moravských míst a cest. Významným prvkem pouti je setkávání účastníků s různými společenstvími při bohoslužbách, na farách, což vede k novým kontaktům a přátelstvím.
V roce 1995 (při XV. ročníku) se putování na Velehrad zúčastnila skupina německých poutníků z organizace Europawallfahrt z okolí Kolína nad Rýnem pod vedením Mons. Gerharda Spechta.
Poutníci od počátku vedou kroniku, do které zapisují průběh jednotlivých etap, počty poutníků a kilometrů, časy a další zajímavosti spojené s putováním. Po závěrečné mši svaté na Velehradě se scházejí poutníci u hrobu arcibiskupa A.C. Stojana a nakonec se společně vyfotografují u sochy Božského srdce Páně před bazilikou. V archívu Sekulárního františkánského řádu v Brně jsou uchovávané listinné materiály vztahující se k pouti, itineráře jednotlivých etap, promluvy a fotografie.

## Atributy cyrilometodějské poutě

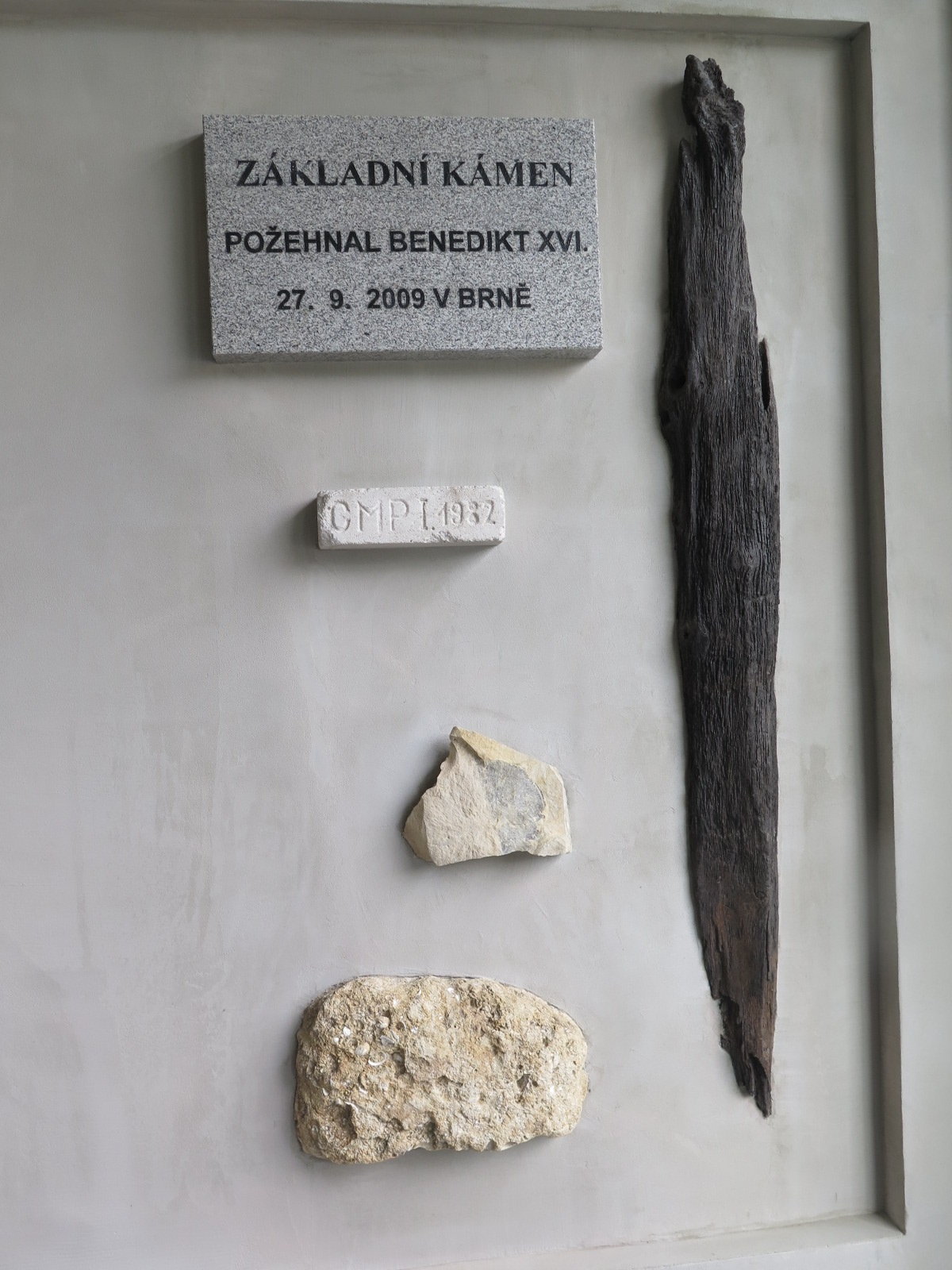
poutnická cihla v základech kostela v Brně-Lesné

Každoročně doprovází poutníky levohradecké poutě na Velehrad následující atributy, v jejichž nesení se během každé etapy účastníci střídají:
- Archa – turistický tlumok, který obsahuje cementovou bílou cihlu (nosila se od 1. ročníku v roce 1982 do roku 2017, kdy byla věnována do základů kostela blahoslavené Marie Restituty v Brně-Lesné[3], Písmo svaté (Nový Zákon), Papežskou vlaječku. Od jubilejního roku 2013 archa ještě obsahuje kousek cihly od paláce TOPKAPI v Istanbulu (Konstantinopolis) odkud sv. Cyril a Metoděj byli vysláni na Moravu, kámen z Chersonu – místa odkud přinesli sv. Cyril a Metoděj ostatky svatého Klementa přes Moravu do Říma a mramor z lomu z okolí Soluně, z něhož sochař Petr Váňa v roce 2013 vytvořil sousoší Cyrila a Metoděje pro obec Moutnice.
- Poutnická hůl – okovaná.
- Poutnický prapor – (nosí se od roku 2007). Rub – barva bílá, nápis: "VELEHRAD, ubi apostoli nostri advenerunt, CMP, Sancti Cyrille et Methodi, orate pro nobis". Líc – barva modrá. nápis: "LEVÝ HRADEC, ubi christianitas incepta est, Sancta Ludmila, sancte Adalberte, orate pro nobis.

## Duchovní rozměr poutě

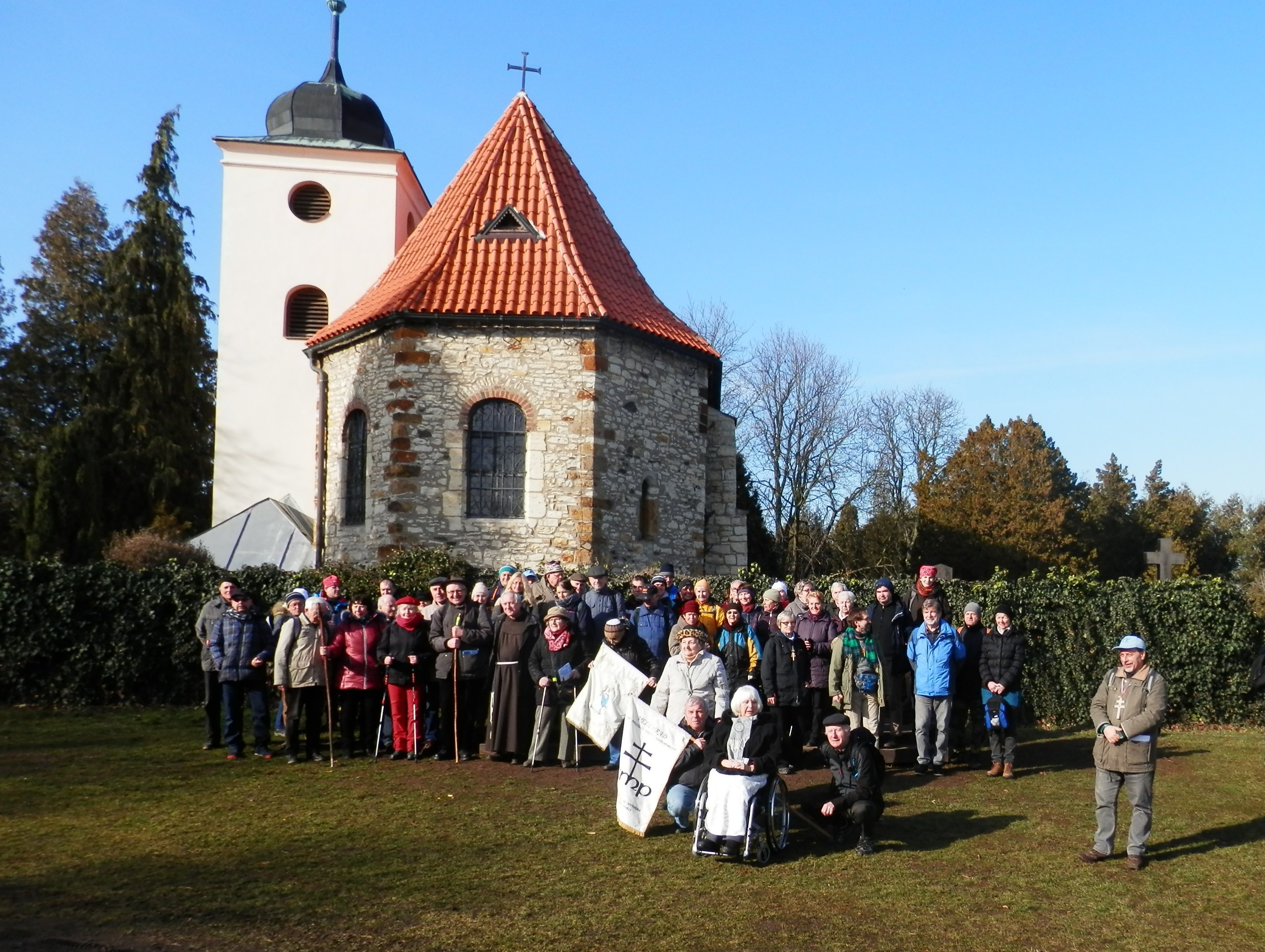
poutníci na Levém Hradci 2019

Každý ročník měl určité duchovní téma, například Panna Maria, národní patroni, patriarchové a proroci, významné osobnosti Starého i Nového zákona, Otčenáš, Desatero apod., které bylo předneseno ráno jako námět pro rozjímání. Každá etapa měla a stále má pevný společný modlitební program: v poledne Anděl Páně a během dopoledne: radostný růženec na úmysl otce kardinála, za církev u nás a za místa, kterými se prochází a růženec světla (od roku 2002) za mír ve světě, odpoledne bolestný růženec na úmysly jednotlivých účastníků i spoluúčastníků doma a slavný růženec na úmysly Svatého otce a za církev ve světě. Růženec je zakončen tradiční modlitbou z liturgie na svátek sv. Cyrila a Metoděje "Bože, tys poslal našim předkům svatého Cyrila a Metoděje, aby jim hlásali evangelium slovanským jazykem. Dej, ať i my přijímáme s radostí tvé poselství, řídíme se jím ve svém životě a na jejich přímluvu ať jsme všichni spojeni v jednotě víry a lásky. Amen."

## Současnost – Hvězdicová pouť na Velehrad

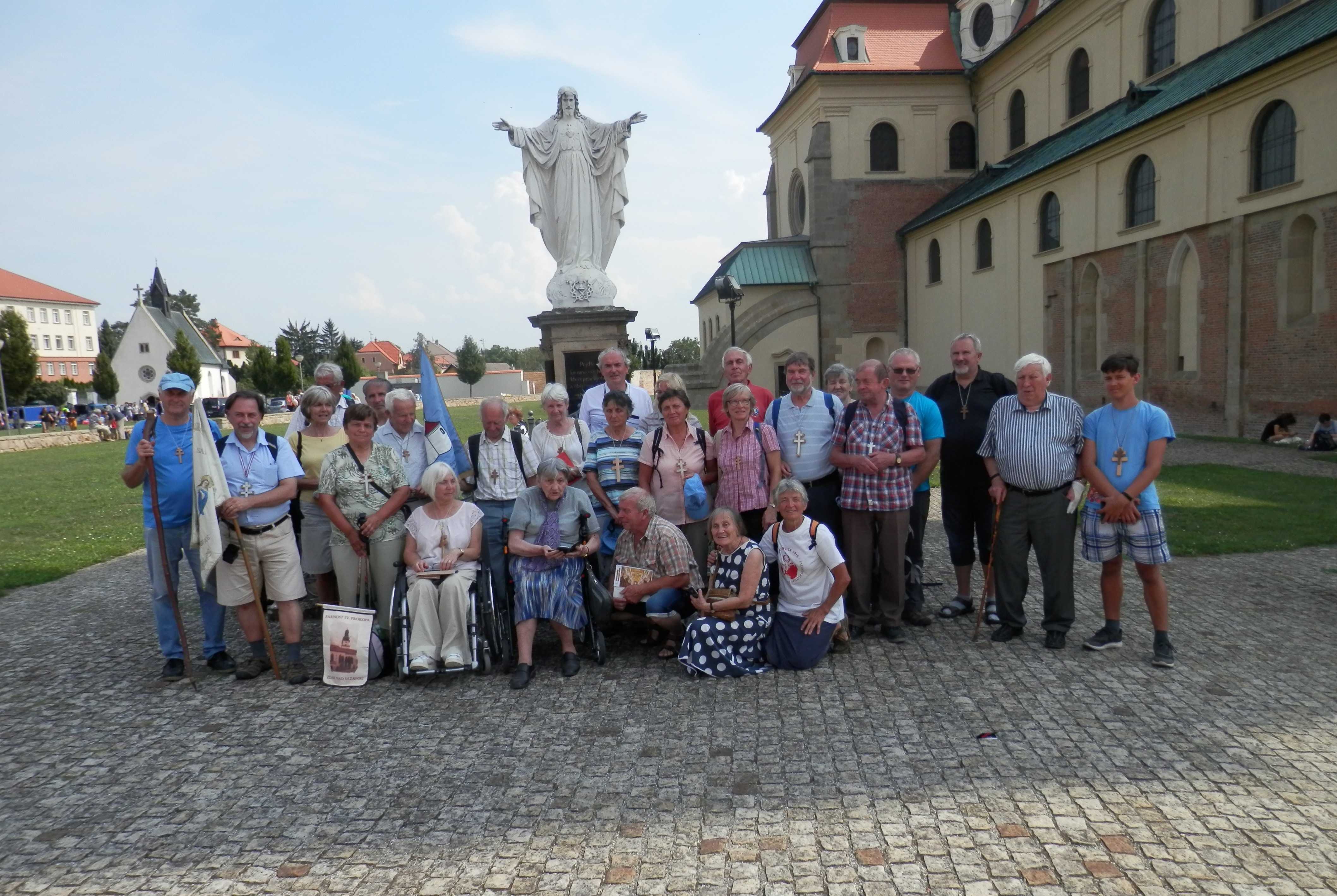
poutníci na Velehradě 2019

V průběhu let došlo k několika změnám. Největší změnu pouť doznala na přelomu tisíciletí, kdy byl počet poutníků velmi nízký. V roce 2001 zorganizoval otec Jan Peňáz na Moravě tzv. Hvězdicovou pouť na Velehrad. Tato pouť má několik poutních proudů ze všech světových stran a proudy chodí po různě dlouhých pevně stanovených trasách vždy předposlední týden v srpnu. V roce 2002 se poutníci z Levého Hradce připojili k velkomeziříčskému proudu. Dnes jsou jedním ze samostatných proudů této hvězdicovité pouti a k velkomeziříčskému proudu se většinou připojují až na předposlední etapě. V závěrečný den se všechny proudy setkávají při mši svaté v bazilice na Velehradě.
Počet poutníků bývá proměnlivý mezi dvaceti a čtyřiceti a jsou z různých míst Čech a Moravy. Účast na první a poslední etapě bývá vyšší.